# Impasse des Deux-Anges
Pour plus de détails, voir Fiche technique et Distribution.
Impasse des Deux-Anges est un film français réalisé par Maurice Tourneur et sorti en 1948.

## Synopsis
Marianne, vedette de music-hall, est sur le point d'épouser le marquis Antoine de Fontaine. Informée par la presse qui rapporte cet événement parisien, une bande de voleurs projette de dérober le somptueux collier de diamants que possède la famille de l'aristocrate, collier qui ne sort du coffre de la banque que lorsque l'héritier du lignage se marie. La bande fait venir d'Angleterre un spécialiste capable d'ouvrir le coffre-fort de la villa. Le soir de la réception, les complices sont sur place : Jean le cambrioleur est introduit dans la villa par le "vicomte", tandis que ses deux aides Bébé et Minus attendent à l'extérieur. Tout se déroule comme prévu, mais quand Marianne et Jean se croisent dans le hall, chacun des deux reconnaît en l'autre un amour de jadis. Tous deux s'échappent alors discrètement de la maison et retournent sur les lieux de leur passé : les quais de la Seine et leur ancien hôtel sis dans l'impasse des Deux-Anges. Alors que Marianne est entre deux hommes, elle ne devine pas que Jean vit un autre dilemme : il est en possession du collier mais il abandonne ses complices. Une fois devant l'hôtel maintenant en ruines, le couple constate qu'il est poursuivi par les gangsters, qui ont  compris que Jean est en train de les doubler. Ayant provisoirement échappé à la bande, ils retournent à la villa.

## Fiche technique
- Titre original : Impasse des Deux-Anges
- Réalisation : Maurice Tourneur
- Scénario et dialogues : Jean-Paul Le Chanois
- Décors : Jean d'Eaubonne et Marc Frédérix
- Costumes : Jacques Heim
- Photographie : Claude Renoir
- Son : Georges Leblond
- Musique : Yves Baudrier
- Montage : Christian Gaudin
- Producteur : Eugène Tucherer
- Société de production : BUP Française
- Société de distribution : La Société des films Sirius
- Pays d'origine :  France
- Langue originale : français
- Format : noir et blanc — 35 mm — 1,37:1 — son Mono
- Genre : Drame
- Durée : 85 minutes
- Date de sortie : France - 3 octobre 1948

## Distribution
- Paul Meurisse : Jean
- Simone Signoret : Marianne
- Marcel Herrand : Le marquis Antoine de Fontaine
- Jacques Baumer : Jérôme
- Marcelle Praince : La duchesse
- Yolande Laffon : La sœur d'Antoine
- Jacques Castelot : Le "vicomte"
- Reggie Nalder : Bébé
- Paul Demange : Minus
- Paul Amiot : le chef des voleurs
- François Patrice : Le dernier occupant de l'immeuble
- Danièle Delorme : Anne-Marie
- Lucas Gridoux : L'imprésario
- Jean Ayme : un invité
- Fernand Blot : le garçon
- Charlotte Ecard : Céline
- Gustave Gallet : le notaire
- René Hell: le badaud à la bicyclette
- Jacqueline Marbaux : Catherine
- Henri Niel : le chanoine
- Jean Sinoël : Sylvain
- Charles Vissières : le vieux cabot
- Arlette Accart
- Jacqueline Fontaine
- Simone Max
- André Nicard
- Roger Vincent

## Autour du film
- Impasse des Deux-Anges est le dernier film réalisé par Maurice Tourneur
- L'impasse des Deux-Anges est une voie réelle du 6e arrondissement de Paris donnant dans la rue Saint-Benoît et proche de Saint-Germain-des-Près. Son évocation dans le film fait clairement référence à l'œuvre de Michel-Ange puisqu'on y retrouve un tableau sur ce thème dans l'appartement de Marianne.
- L’établissement bancaire filmé en extérieur au début du film est le siège social de la Banque Nationale pour le Commerce et l'Industrie, 16 boulevard des Italiens à Paris, devenu BNP Paribas.